# پیتر پوسپیشیل
پیتر پوسپیشیل (چکی: Peter Pospíšil; ۲۴ آوریل ۱۹۴۴ – ۱۷ آوریل ۲۰۰۶) بازیکن هندبال اهل چکسلواکی بود.